# IC 612
IC 612 је спирална галаксија у сазвјежђу Лав која се налази на листи објеката дубоког неба у Индекс каталогу.
Деклинација објекта је + 11° 3' 17" а ректасцензија 10h 27m 5,8s. Привидна величина (магнитуда) објекта IC 612 износи 14,6 а фотографска магнитуда 15,4. IC 612 је још познат и под ознакама MCG 2-27-19, CGCG 65-39, PGC 141451.